# 2014年巴西抗议运动
2014年巴西抗议运动指为回应2014年世界杯足球赛及其他问题而发生在巴西数个城市的民众示威。

## 背景
抗议活动主要涉及数百亿用在世界杯场馆的雷亚尔公款。早在2013年联合会杯期间，就曾发生过反对巴西举办杯赛的社会运动。Facebook群组“反世界杯街头装饰运动”（葡萄牙語：Movimento Anti-Copa de Decoração de Ruas）在一个多月的事件获得超过1.5万个“赞”。

## 过程

### 比赛前夕

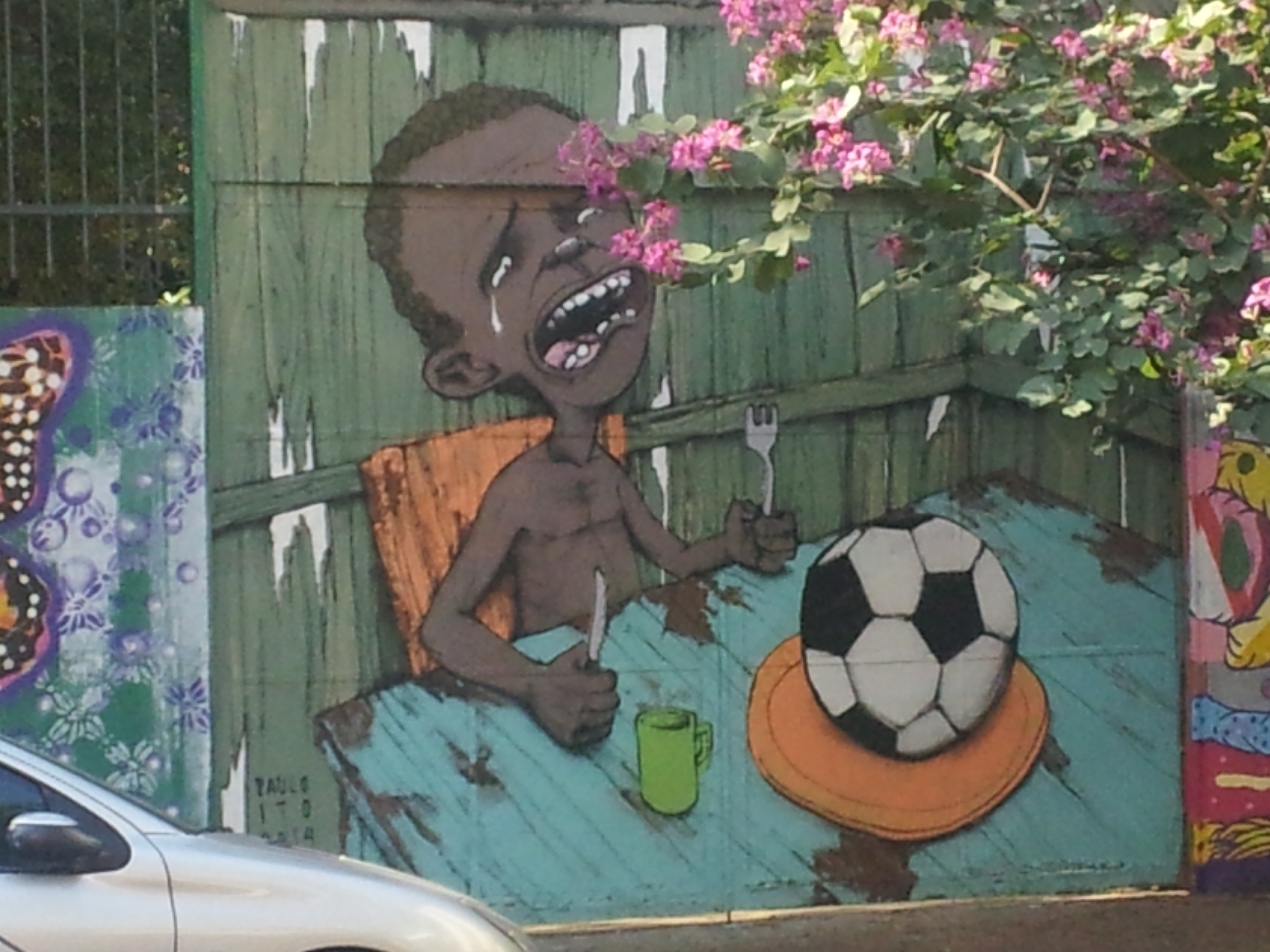
圣保罗街头讽刺世界杯支持的涂鸦

2014年1月25日，圣保罗市中心的示威者与军警发生冲突。根据组织方的Twitter帐号，有108人和28人分别被军警和民警逮捕，入夜前共计128人被捕。
5月27日，2500名示威者封锁了巴西利亚市中心纪念轴附近的街道，造成塞车。示威人群中的300名原住民前往首都抗议原住民用地划界法律的变动。抗议在包括一名骑兵在内的军警被箭头击中结束。
5月31日，200名示威者从滨海行政中心前往巴西利亚国家体育场进行和平示威。翌日，圣保罗军警动用被称为“机械战警”的装甲，专门在世界杯期间保持对抗议活动的控制。
6月3日，戈亚尼亚有50名抗议者聚集在与巴拿马举行友谊赛的巴西下榻的酒店前。示威者多属于工会和左翼政治团体，纠察队要求为教授和医护人员提供平等的薪水。

### 比赛期间
2014年的示威规模总体上比联合会杯举行的前一年要小，但几乎所有的世界杯比赛举办城市都有示威者和警察爆发冲突。比赛首周，各大城市共有超过20名示威，180人被捕，许多行动引发警方行动。
6月12日，圣保罗军警向示威者施放毒气榴弹和橡皮子弹，至少有6人受伤。巴西社会民主党州长杰拉尔多·阿尔克为军警的攻击辩护称，警方目的是防止抗议者阻塞通往足球场的主干道。
6月24日在阿雷格里港，约200名示威者聚集在市中心，前往机场。示威人群收到警方监控，一名给一辆汽车的轮胎放气的示威者被捕。
6月23日在圣保罗，一名穿着黑色上衣的神秘男子向空中开了三枪，当时警方逮捕了一名示威者。示威者表示，这名男子企图吓跑警察。而警方表示将调查枪手是否属于部队。
7月13日世界杯闭幕当天，里约热内卢警方打伤了至少10名俱乐部记者，并发射破片催泪弹。警方包围了300名示威者，阻止他们前往目的地马拉卡纳体育场。军警向BBC表示会发布警方滥用内部权力的报告。

## 事件
前巴西足球运动员、现政坛人物罗马里奥称锦标赛是“历史上最大的盗窃案”，他相信真正的成本超过1000亿里拉（450亿美元）。他呼吁深入调查被普遍滥用的公共基金，确定这时抗议活动持续的原因。
6月12日揭幕战开赛前，圣保罗和里约热内卢等数个城市的警方与示威者爆发冲突。圣保罗警方动用了催泪瓦斯。
6月12日，CNN记者沙斯塔·达林顿和制片人芭芭拉·奥凡尼提迪斯报道抗议时受伤。两人报道防暴武器被滥用时，催泪瓦斯弹直接打在芭芭拉的手腕上